# Mortorp
Mortorp är kyrkby i Mortorps socken i Kalmar kommun i Kalmar län belägen vid Hagbyån kring 20 kilometer sydväst om Kalmar.
I Mortorp ligger Mortorps kyrka.